# 下白岩町
下白岩町（しもしらいわまち）は、福島県郡山市の大字である。郵便番号は963-0663。

## 地理
郡山市役所本庁所管の行政区である旧郡山地区に属する。東で白岩町、南東で蒲倉町、南西であぶくま台、西で安原町（飛地）、西から北にかけ阿久津町とそれぞれ隣接する。また当域の飛地が阿久津町内（字後田）や阿久津町、白岩町、舞木町、田村郡三春町下舞木との境界上（字中木田）が存在する。概ね市町村制施行以前の田村郡下白岩村の流れを汲む地域である。市内東部の一級水系阿武隈川水系阿久津川上流域および支流の下白岩川流域を主な範囲とする。丘陵地が広がる地形であり、川沿いの低地やその周囲の切り開かれた高台に田畑が広がり、中央部の字吉池の周辺、北部の字石神の周辺、北東部の字宮田の周辺などに集落が点在する。緑ケ丘東に所在する郡山警察署東部駐在所、および堂前町に所在する郡山消防署本署がそれぞれ管轄にあたる。

### 河川・湖沼
一級水系阿武隈川水系
- 阿久津川
  - 下白岩川

### 主な字
字
- 吉池
- 宮田
- 宮久保
- 中木田
- 竹下

- 竹野花向
- 大木
- 後田
- 石神
- 池田

## 歴史
- 1879年1月27日 -福島県内における郡区町村制の施行により、旧守山藩領下白岩村が田村郡の村となる。
- 1889年4月1日 - 町村制の施行により白岩村が周辺11村と合併し田村郡巌江村が発足する。旧下白岩村域は巌江村の大字となる。
- 1955年11月15日 - 大字横川、白岩、阿久津、安原、および上舞木の一部（現在の郡山市舞木町）と共に三春町から郡山市に分離、編入され、郡山市の大字となる。

## 世帯数と人口
2024年1月1日現在の世帯数と人口は以下の通りである。
| 大字     | 世帯数 | 人口  |
| -------- | ------ | ----- |
| 下白岩町 | 48世帯 | 118人 |

## 小・中学校の学区
市立小・中学校に通う場合、学区は以下の通りとなる。
| 番地           | 小学校             | 中学校                 |
| -------------- | ------------------ | ---------------------- |
| 宮の後         | 郡山市立東芳小学校 | 郡山市立郡山第四中学校 |
| 上記を除く全域 | 郡山市立白岩小学校 | 郡山市立郡山第四中学校 |

## 交通

### 道路
- 福島県道57号郡山大越線（北端をかすめる）
- 一級市道54号蒲倉阿久津線

## 施設等
- 慈眼観音堂
- 下白岩のリアル案山子
- 下白岩町のスイレン池